# Les miracles n'ont lieu qu'une fois
Pour plus de détails, voir Fiche technique et Distribution.
Les miracles n'ont lieu qu'une fois est un film  franco-italien réalisé par Yves Allégret, sorti en 1951.
De Paris à la Toscane, de 1939 à 1950, un film sur un grand amour entre deux jeunes étudiants que la guerre va profondément transformer. Séparés par le conflit, ils tenteront de raviver la flamme d'une grande passion mais les miracles n’ont lieu qu’une fois.

## Synopsis
Le mois de juillet 1939 en France. L'année scolaire touche à sa fin et Jérôme (Jean Marais), un étudiant de 22 ans en médecine, s'apprête à partir en vacances en Bretagne avec des amis. Cependant, il demeure pensif et craint de regretter de n'avoir jamais abordé la ravissante Claudia (Alida Valli), une étudiante italienne qu'il croise depuis des mois et qui doit quitter la France le soir même pour l'Italie. Il décide donc de se rendre à son hôtel de la rue Royer-Collard. Après quelques évitements, les deux jeunes gens s'avouent leur amour réciproque, c'est le coup de foudre immédiat. Jérôme accompagne Claudia à la gare et ne pouvant la quitter ainsi, lui promet de la rejoindre en Toscane le mois suivant, dès qu'il aura trouvé assez d'argent.
Et c'est ce qui va arriver, quelques semaines plus tard. Ils se retrouvent à San Gimignano en Toscane, terre d'élection des amoureux, dans le village natal de Claudia. Dans la chaude ambiance de ce petit village médiéval, ils vont vivre là des jours de bonheur parfait. Un miracle a eu lieu entre ces deux êtres qui hier encore se connaissaient à peine. Jérôme s'aperçoit qu'il aime sérieusement Claudia et lui propose de l'épouser. Les deux amoureux rentrent à leur hôtel, plein de projets … mais la ville est agitée : la guerre vient d'être déclarée. Jérôme apprend du consulat de France qu'il est mobilisé et qu'il doit rentrer ce mois de septembre 1939. Séparés par la guerre, ne pouvant plus correspondre, Jérôme fait prisonnier s'évade, vit de marché noir et perd la trace de Claudia. Il essaiera de l'oublier en refaisant sa vie, se mariant puis divorçant, toujours hanté par le souvenir de cet amour perdu, il n'y arrivera pas. Onze ans plus tard, en 1950, il partira en Italie pour tenter de la retrouver, mais le temps a passé. Finalement la voici infirmière dans un hôpital, mariée à un docteur, sans l’aimer. Les souvenirs sont évoqués. Jérôme et Claudia retournent à San Gimignano tristement, car à présent tout a changé entre eux. Ils décident bien de rester en contact espérant le miracle …. tout en sachant qu’il n’aura eu lieu qu’une fois.

## Fiche technique
- Titre : Les miracles n'ont lieu qu'une fois
- Réalisateur : Yves Allégret, assisté de Paul Feyder et Gillo Pontecorvo
- Scénario : Jacques Sigurd
- Images : Jean Isnard, assisté de Robert Juillard
- Producteur : Sacha Gordine
- Sociétés de production : Films Sacha Gordine et Excelsa Film
- Décors : Alexandre Trauner
- Costumes : Jacques Cottin
- Montage : Maurice Serein
- Son : Robert-Jean Philippe
- Musique : Louis Beydts
- Pays d'origine :  France /  Italie
- Noir et blanc - Mono
- Durée : 98 minutes (1 h 38)
- Date de sortie : 18 mai 1951
- Affiche : Boris Grinsson (France)

## Distribution
- Jean Marais : Jérôme
- Alida Valli : Claudia
- Marcelle Arnold : la patronne du bar
- Christine Chesnay : la femme de Jérôme
- Charles Rutherford : l'américain
- Dedi Ristori : la petite Francesca
- Aldo Moschino : le médecin
- Emma Baron : la patronne de l'hôtel
- Nada Fiorelli : Maria Forni
- Gérard Buhr : ?
- Vera Cini : ?
- Edmond Ardisson : l'employé
- Daniel Ceccaldi : un ami de Jérôme
- Jacques Denoël : un ami de Jérôme
- Bernard Farrel (non crédité)
- Alex Favier (non crédité)
- Claire Gérard : la patronne du restaurant (non créditée)
- Françoise Prévost (non créditée)
- Alain Raffael : un ami de Jérôme (non crédité)
- Michele Riccardini (non crédité)

## Autour du film
Tout en nostalgie, ce long métrage porte bien son titre : Les miracles n'ont lieu qu'une fois. Avec une tonalité mélancolique et intimiste, le film est émouvant, voire bouleversant. « Le destin qui sépare les amants, loin de toute métaphysique, est bien concret et procède d'une réalité tragique : la guerre » a écrit Georges Sadoul. Mais malgré cela, le public ne se précipite pas dans les salles et le film ne dépasse qu'un million de spectateurs.
Le film a été tourné au début au Jardin du Luxembourg à Paris puis en Toscane, à Florence, à San Gimignano et à Rome pour le final.
Selon Carole Weisweiller, auteure d'une biographie de Jean Marais, l'histoire sentimentale du film influença Alida Valli qui, un peu trop sensible au charme de son partenaire, lui avoua, dans ses bras, au cours d'un bal organisé durant le tournage, qu'elle était réellement amoureuse de lui.